# Epidesma gnoma
Epidesma gnoma är en fjärilsart som beskrevs av Butler 1877. Epidesma gnoma ingår i släktet Epidesma och familjen björnspinnare. Inga underarter finns listade i Catalogue of Life.